# Курвин
Курвин Мудрый (VIII век) — епископ ирландский. День памяти — 9 февраля.
Святой Курвин (Curvinus), или Куаран (Cuaran), или Кронан (Cronan) был ирландским епископом, также славившимся как и святой Кронан своей мудростью. Он оставил свою епископскую кафедру, чтобы стать простым монахом в аббатстве Айона. Однако он был узнан святым Колумбой (память 9 июня), что не вполне согласуется с предполагаемыми датами его жизни .